# ジャック・ダルク

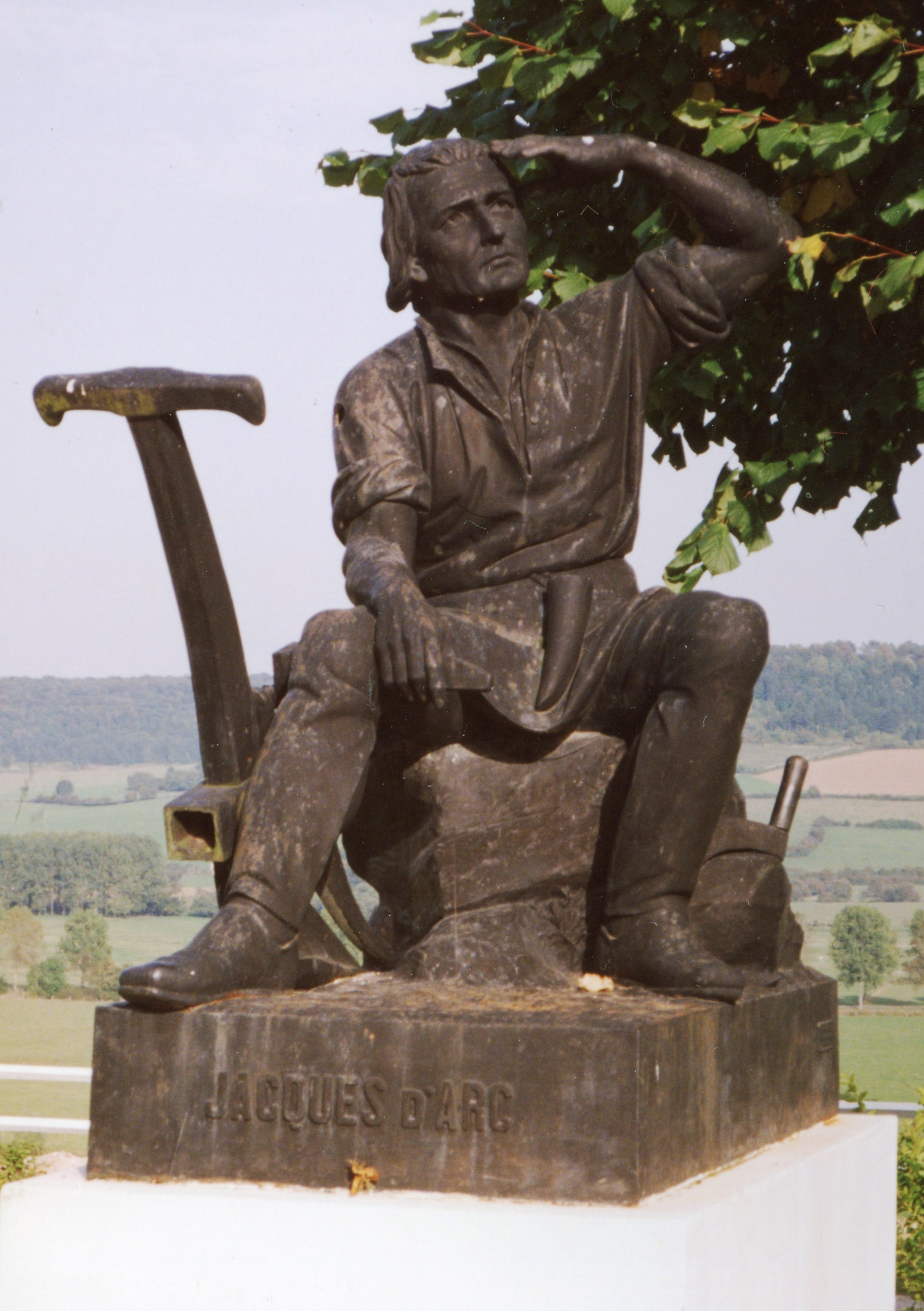
ドンレミにあるジャック・ダルク像

ジャック・ダルク（1380年 - 1440年）はジャンヌ・ダルクの父親、フランスの貴族。

## 概要
元々農民だったがジャンヌがフランスを解放すると貴族になった。貴族に叙されたとき、彼は「ドゥ・リス　仏:du Lys」という姓を与えられた。しかし、ジャンヌが火あぶりで処刑されると悲しみに陥ってジャンヌの死から9年後の1440年に死去。

## 家族
妻イザベル・ロメ（1377年 - 1458年11月28日）との間に5人の子がいた。
- 長男ジャックマン・ダルク
- 次男ジャン・ダルク
- 三男ピエール・ダルク
- 長女ジャンヌ・ダルク
- 次女カトリーヌ・ダルク

| スタブアイコン | サブスタブ | この項目は、まだ閲覧者の調べものの参照としては役立たない、人物に関連した書きかけの項目です。この項目を加筆・訂正などしてくださる協力者を求めています（P:人物伝/PJ:人物伝）。 |